# Ghetto Krakau

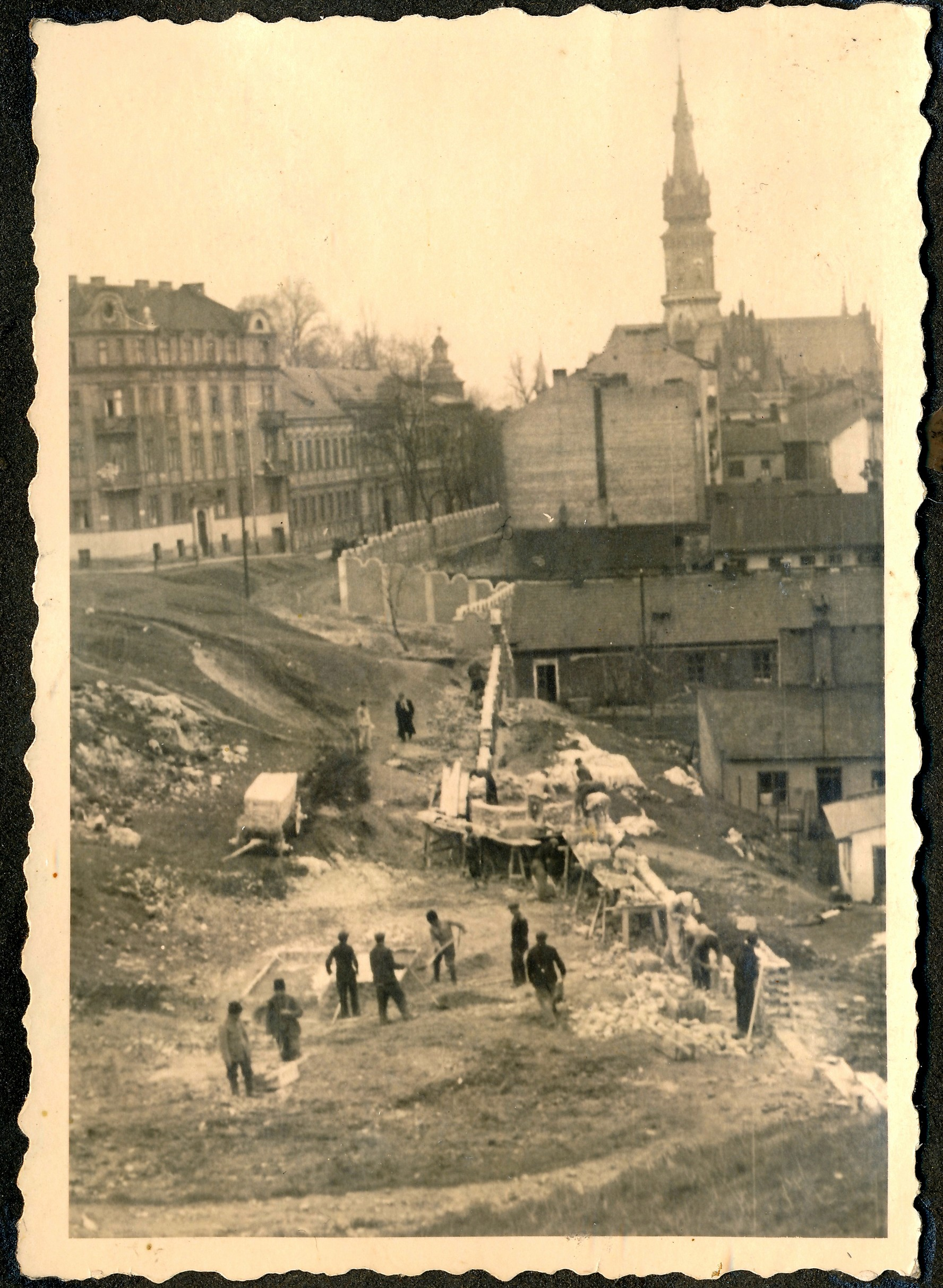
Bau des jüdischen Ghettos 1941

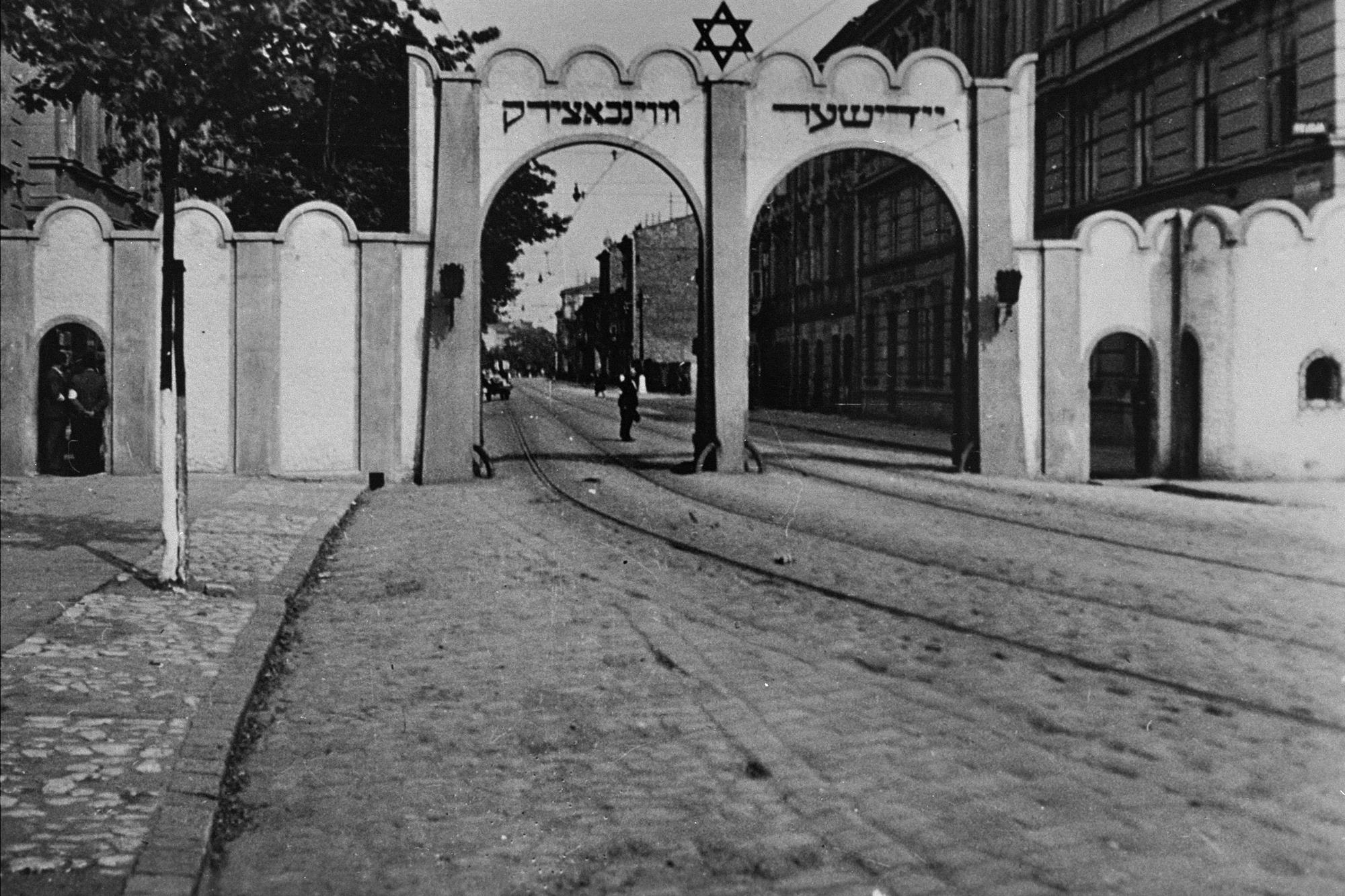
Der Eingang ins Ghetto, Aufnahme etwa 1941

Das Ghetto Krakau war ein  deutsches Sammellager für jüdische Einwohner der polnischen Stadt Krakau (polnisch Kraków) in der Zeit des Nationalsozialismus und befand sich südlich der Weichsel im Stadtteil Podgórze. Das ursprüngliche jüdische Viertel befindet sich dagegen im Stadtteil Kazimierz. Die deutschen Bezeichnungen „Ghetto“, „jüdische Wohnsiedlung“ oder „jüdischer Wohnbezirk“ verschleierten den Zweck dieses Typs eines Konzentrationslagers, indem sie einen längeren Aufenthalt suggerierten.

## Errichtung
Krakau wurde am 6. September 1939 während des Überfalls auf Polen von deutschen Truppen erobert. Schnell setzten sie zunächst unter der Leitung von Marek Biberstein einen Judenrat ein. SS-Oberscharführer Paul Siebert bestimmte seine Mitglieder. Vom November 1939 an mussten alle jüdischen Einwohner ab dem Alter von zwölf Jahren den „Judenstern“ tragen, 53.828 davon wurden vom Judenrat verkauft.

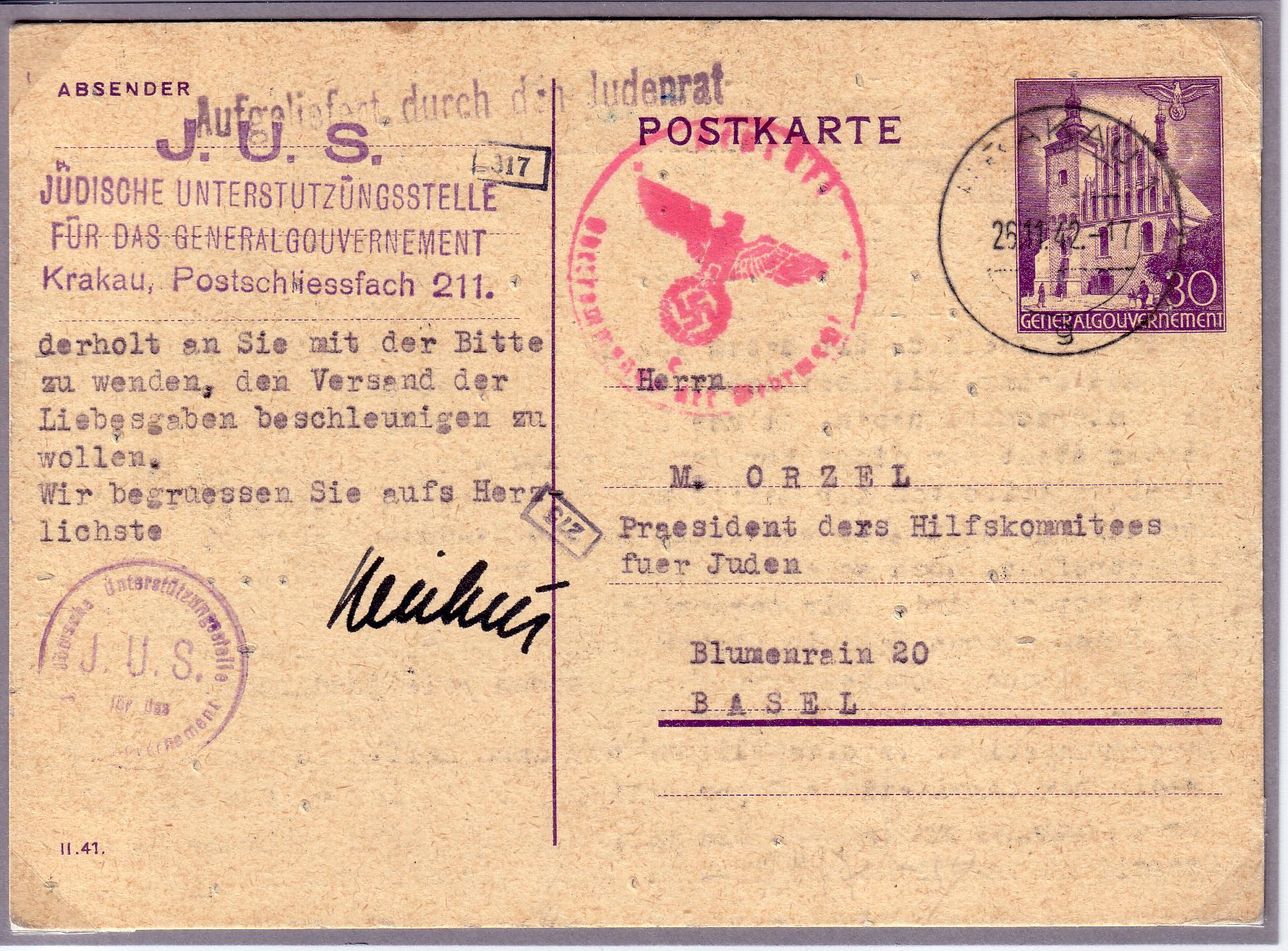
Postkarte der Jüdischen Unterstützungsstelle (J.U.S.) im Krakauer Ghetto, in der um Liebesgaben gebeten wird

Am 3. März 1941 befahl der Chef des Verwaltungsdistrikts Krakau, der SS-Gruppenführer Otto Wächter, die Einrichtung einer jüdischen Wohnsiedlung in Podgórze, einem Viertel im südlichen Teil der Stadt. Zum 20. März 1941 mussten alle jüdischen Bewohner Krakaus in dieses Ghetto umgezogen sein. Das Gebiet von 600 mal 400 Meter wurde mit Mauer und Stacheldraht abgeriegelt. Die Straßen, die in das Ghetto hineinführten, wurden von der SS streng bewacht. Jedem Krakauer Bürger war es strengstens untersagt, das Ghetto zu betreten. Da dieses Ghetto zentral in der Stadt einige Wohnbezirke voneinander trennte, konnten die Bewohner Krakaus eine Straßenbahn benutzen, um auf die andere Seite des Ghettos zu gelangen. Die Wagen der Straßenbahn wurden während der Fahrt durch das Ghetto versiegelt; die Fensterscheiben waren zugeklebt.
15.000 Menschen waren in einem Stadtteil zusammengepfercht, in dem vorher 3.000 Einwohner lebten. Der jüdische Rechtsanwalt Artur Rosenzweig wurde gezwungen, den Vorsitz des Judenrats zu übernehmen. Im Ghetto wurden mehrere Fabriken eingerichtet; etliche hundert Juden waren auch außerhalb des Ghettos zur Arbeit verpflichtet.

## „Räumungsaktionen“
Am 19. März 1942 wurden rund 50 prominente Juden verhaftet, deportiert und in Auschwitz ermordet. Am 28. Mai wurde das Ghetto abgeriegelt und bis zum 8. Juni 1942 wurden 6000 Juden ins Vernichtungslager Belzec geschafft. Dreihundert weitere Juden, darunter Artur Rosenzweig, wurden im Laufe dieser „Aktion“ noch im Ghetto erschossen.
Bei einer weiteren Räumungsaktion am 27. und 28. Oktober 1942 wurden 7000 Juden nach Belzec und Auschwitz verschleppt und 600 im Ghetto erschossen. Das Gelände wurde wiederum verkleinert und im Dezember in Ghetto A und Ghetto B unterteilt, wobei die Bewohner nach vermuteter Arbeitsfähigkeit eingewiesen wurden.

## Auflösung des Lagers

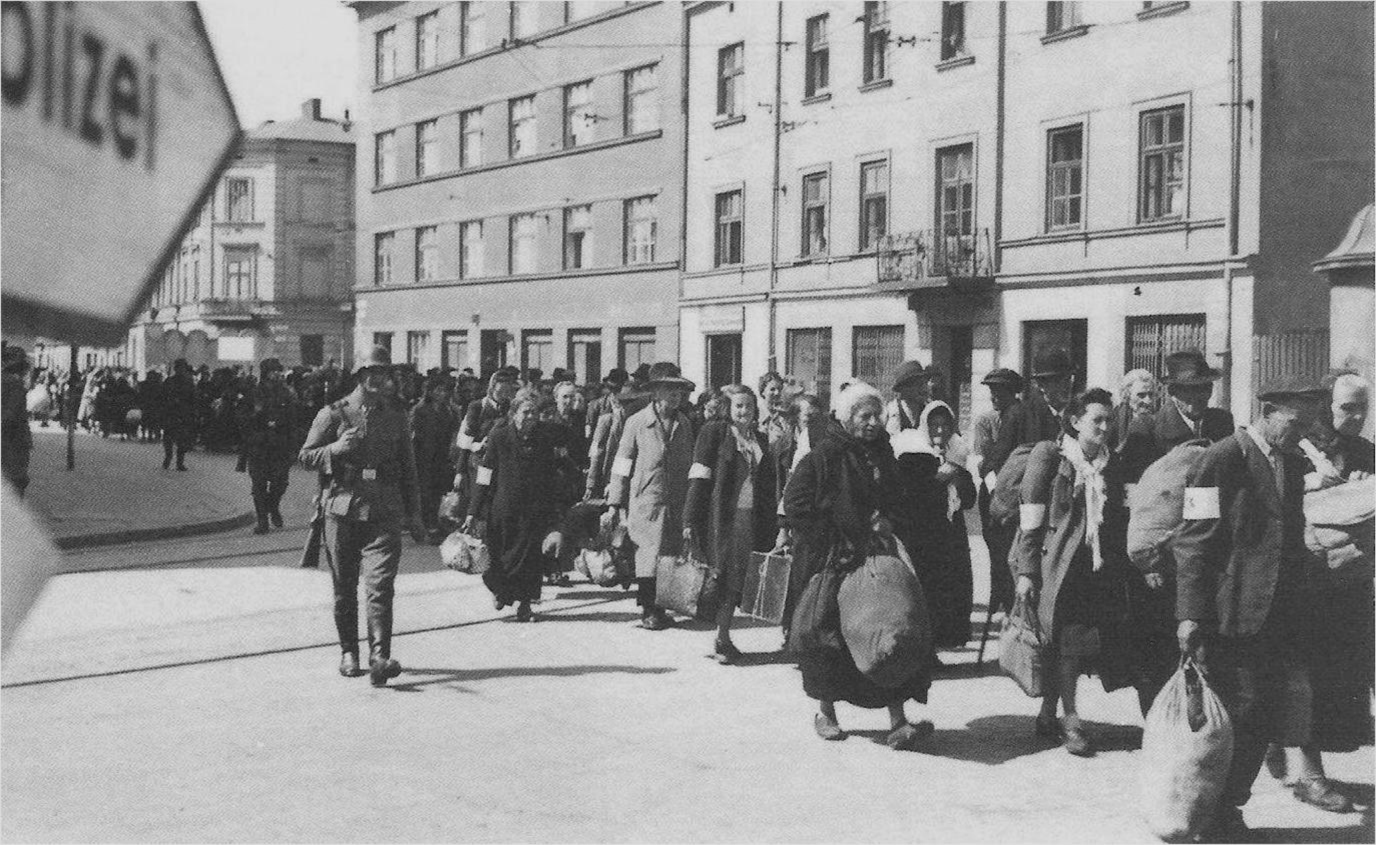
Deportation, März 1943

Die endgültige Liquidation begann am 13. März 1943. Die als arbeitstauglich eingestuften Juden wurden in das Konzentrationslager Plaszow verlegt. Von ihnen überlebten letztendlich nur einige hundert. Die anderen Bewohner des Ghettos – etwa 2300 alte und geschwächte Erwachsene und Kinder – wurden am 14. März 1943 ins Vernichtungslager Auschwitz-Birkenau geschafft.
Zuvor war es noch zu einem Widerstandsakt gekommen, einem Attentat auf das in der Stadt nur Deutschen vorbehaltene Café Cyganeria. Dabei wurden die Führer der Jüdischen Kampforganisation (poln. Żydowska Organizacja Bojowa) gefangen genommen und getötet.
Danach kam es zu Aufräumarbeiten, bei denen der restliche Besitz der Getöteten und Deportierten durch kleine jüdische Arbeitskolonnen verwertet wurde. Schließlich wurden einige Wochen später die letzten jüdischen Hilfspolizisten und die Mitglieder des nicht mehr benötigten Judenrats nach Płaszów gebracht und dort sofort ermordet.

## Überreste

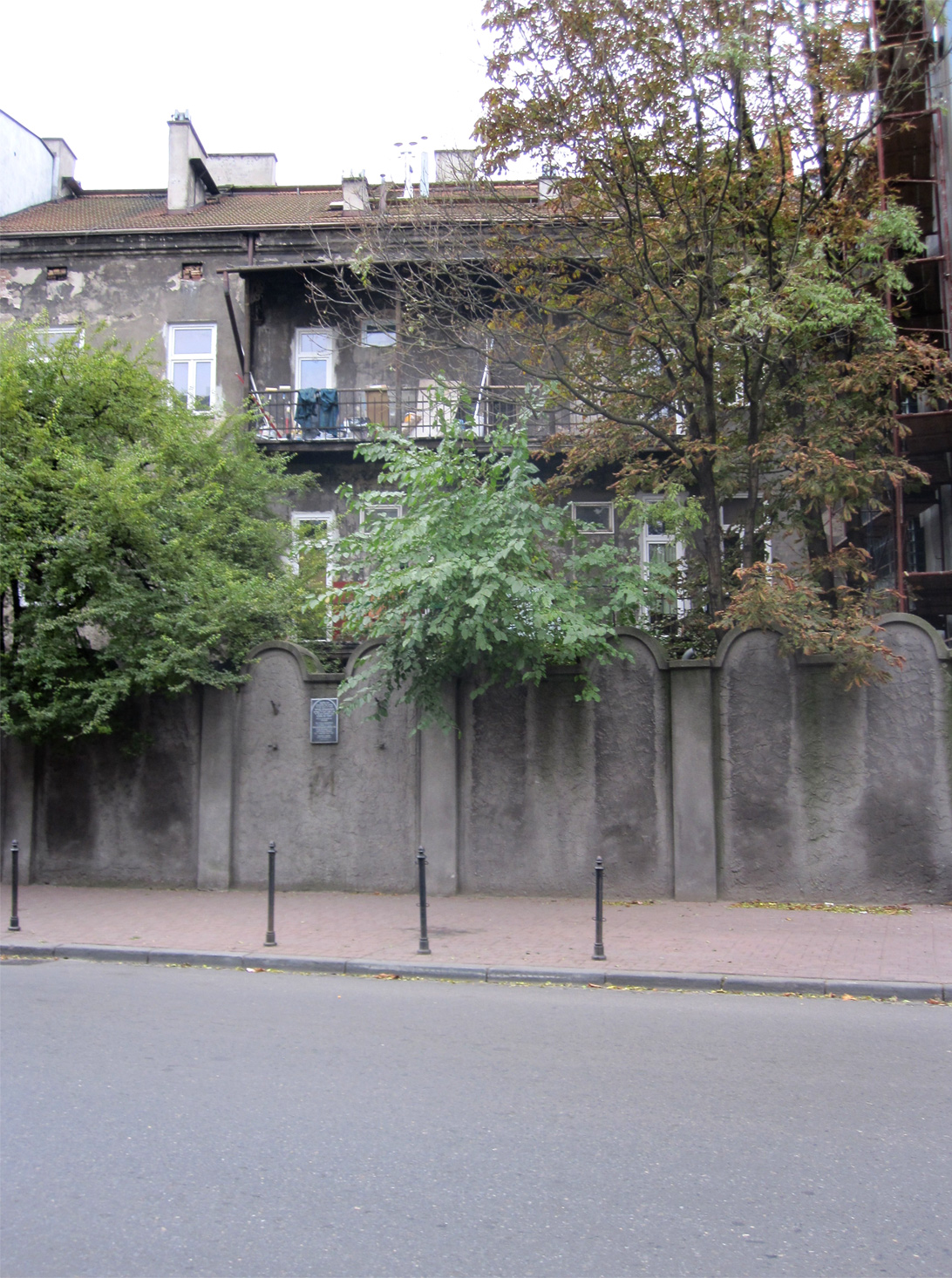
Reste der Mauer um das Krakauer Ghetto (mit Gedenktafel) im Bezirk Podgorze, Oktober 2010

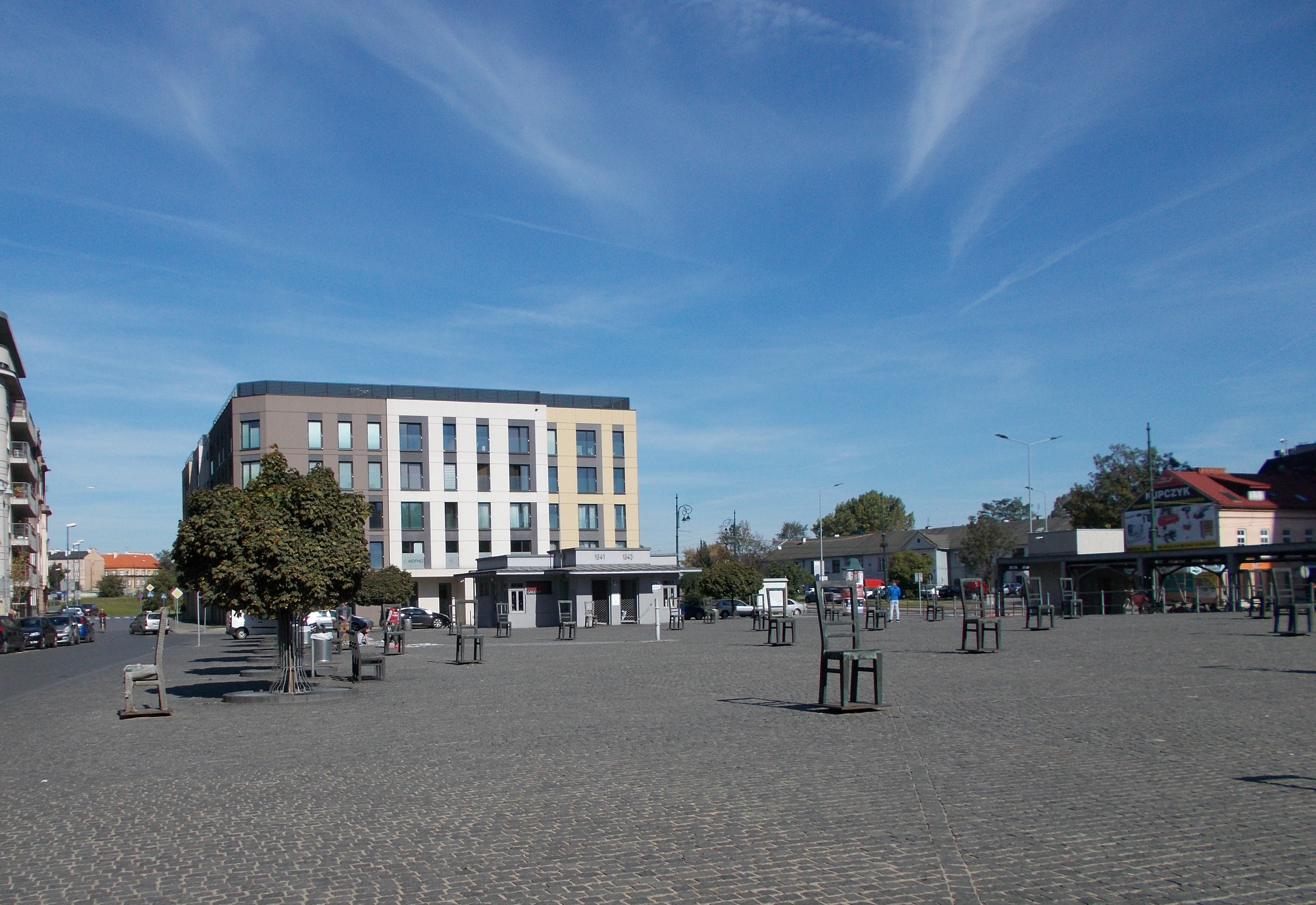
Mahnmal auf dem Platz der Ghettohelden

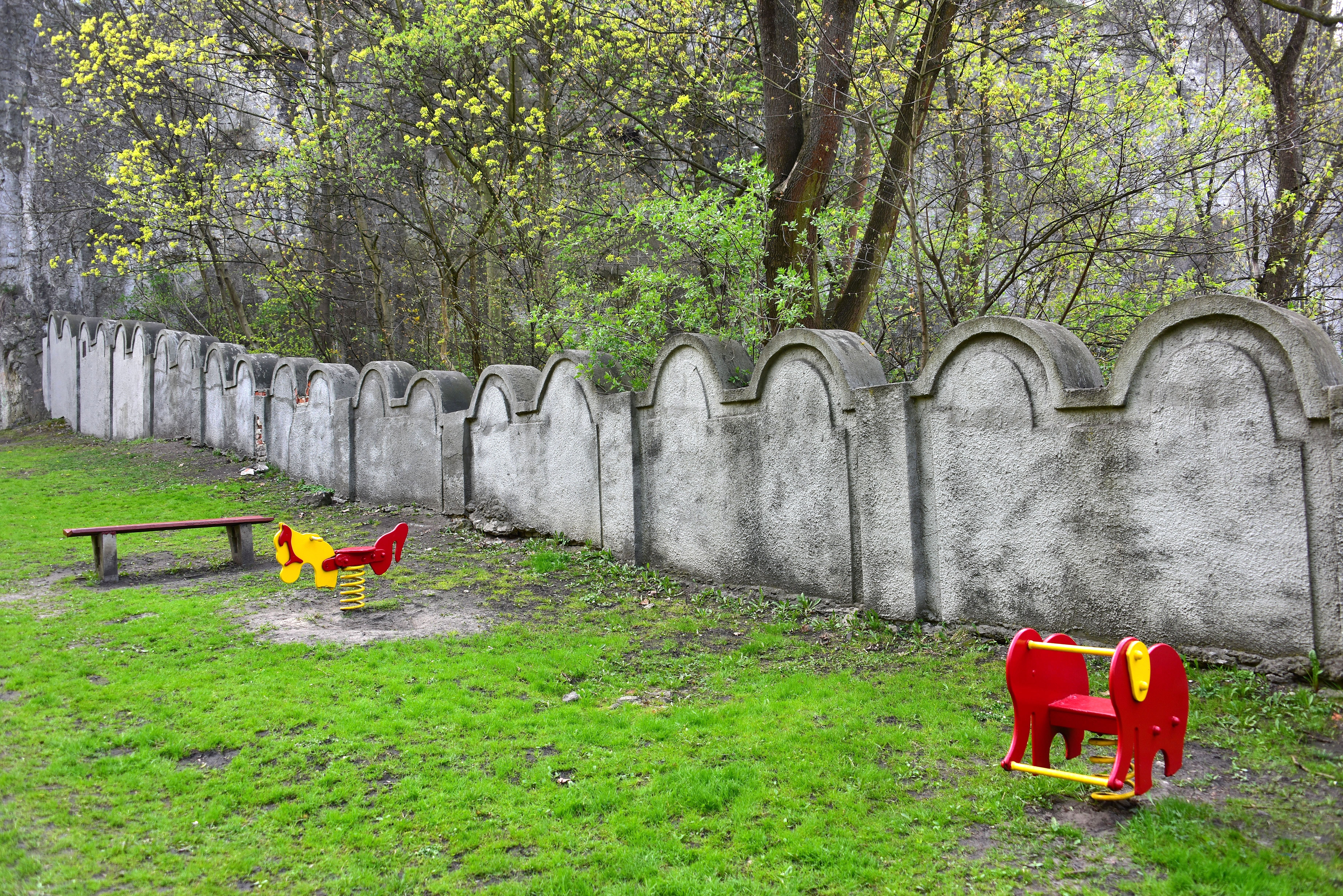
Fragmente der Ghettomauer, deren architektonische Gliederung sich an jüdischen Grabsteinen orientiert hat

Heute sind vom Ghetto nur noch Teile der Mauer an der ul. Lwowska sowie die Ghetto-Apotheke erhalten. Der Film Schindlers Liste wurde nicht auf dem Gelände des Ghettos, sondern im unmittelbar nördlich angrenzenden Stadtteil Kazimierz gedreht. Historische Aufnahmen sind beispielsweise im Spielfilm Hitlerjunge Salomon (1989) und im Dokumentarfilm Hitler – Eine Karriere (1977) zu sehen.

## Gedenken
- Eine Gedenktafel an der Ghettomauer trägt folgende Inschrift:

„Hier haben sie gelebt und gelitten und sind von den Nazi-Henkern ermordet worden.
Von hier aus führte ihr letzter Weg in Vernichtungslager.“

- Ein Mahnmal auf dem Platz der Ghettohelden (früherer Platz der Einheit): „scheinbar leere Stühle“, mitten auf den Platz und an die Straßenbahnhaltestellen hingestellt. Eröffnet im Dezember 2005, von den Krakauer Architekten Piotr Lewicki und Kazimierz Łatak.

## Gründung des KZ Plaszow
Das Konzentrationslager entstand aus der Verlegung der arbeitsfähigen Häftlinge der jüdischen Wohnsiedlung Krakau aus Podgórze nach Płaszów im Südosten von Kraków. Der Bau eines Arbeitslagers begann dort im Sommer 1940 auf einem Gelände, das Kalksteinbrüche und zwei alte jüdische Friedhöfe umfasste: den Neuen Friedhof an der Abraham-Straße und den Alten Friedhof an der Jerozolimska-Straße. Nichtjüdische Polen waren dort die ersten Zwangsarbeiter. Wiederholt wurde das Lagergelände erweitert. 1941 wurden nach einer ersten Erweiterung auch die ersten jüdischen Gefangenen eingeliefert. Vor der Räumung des Krakauer Ghettos waren ca. 2.000 Menschen in Płaszów eingesperrt, danach über 10.000. Ab Januar 1944 war es als Konzentrationslager ein verwaltungsmäßig eigenständiges Stammlager. 1944 erreichte es mit 81 ha seine maximale Größe.
Der 1. Kommandant des Lagers war Amon Göth, der wegen seiner Grausamkeit von den Insassen Schlächter von Płaszów genannt worden ist. Seine Villa existiert heute noch als eines der wenigen Gebäude des ehemaligen Lagers. Die Zufahrtsstraße zum Arbeitslager wurde mit den Grabsteinen der Friedhöfe „gepflastert“.

## Personen

### Bewohner
- Miriam Akavia (1927–2015), Schriftstellerin
- Oswald Bosko (1907–1944), Gerechter unter den Völkern
- Mordechaj Gebirtig (1877–1942), Dichter und Komponist
- Mire Gola (* 1911), jüdische Widerstandskämpferin
- Jerzy Gross (1929–2014), letzter in Deutschland lebende Schindlerjude
- Ryszard Horowitz (* 1939), Werbefotograf und Plakatkünstler
- Helen Jonas-Rosenzweig (1925–2018), Dienstmädchen von Amon Göth
- Roma Ligocka (* 1938), Schriftstellerin
- Gusta Dawidson Draenger (1917–1943), jüdische Widerstandskämpferin
- Stella Müller-Madej (1930–2013), Autorin
- Abraham Neumann (1873–1942), Maler
- Mieczysław Pemper (1920–2011), persönlicher Schreiber von Amon Göth
- Leopold Pfefferberg (1913–2001), Schindlerjude und Berater für Schindlers Liste
- Roman Polański (* 1933), Regisseur und Autor
- Bernard Offen (* 1929), Filmproduzent
- Tadeusz Pankiewicz (1908–1993), Pharmazeut
- Gena Turgel (1923–2018), Autorin
- Michał Weichert (1890–1967), Theaterproduzent
- Joseph Wulf (1912–1974), Historiker
- Stefan Jerzy Zweig (1941–2024), bekannt als Buchenwald-Kind

siehe auch Kategorie:Häftling im Ghetto Krakau

### Bewacher
- Amon Göth (1908–1946), 1. Kommandant
- Julian Scherner (1895–1945), SS-Oberführer

## Film
Ein Film unter dem Titel Das Leben der Juden in Kraków wurde vor dem Ausbruch des Krieges gedreht. Ein zweiter Film steht dazu im Kontrast: Umsiedlung in das Krakauer Ghetto. Er wurde für die Bedürfnisse der deutschen NS-Propaganda gedreht (Vorführung in der Apotheke, einer Abteilung des Historischen Museums der Stadt, das auch über eine große Fotografiesammlung verfügt).
Der US-amerikanische Spielfilm Schindlers Liste von Steven Spielberg behandelt die Geschichte der Schindlerjuden im Krakauer Ghetto, die vom Unternehmer Oskar Schindler gerettet wurden.